# Jean Orry
Jean Orry (4. září 1652 – 29. listopadu 1719) byl francouzský ekonom v období starého režimu.

## Život
Narodil se v Paříži, jako syn obchodníka Charlese Orryho a Madelaine le Cosquyno. Vystudoval právo a vstoupil do královských služeb. V roce 1689 se mu v manželství s Jeanne Esmonin narodil syn Philibert a v roce 1703 syn Jean-Louis Henri. V letech 1690 až 1698 působil v Itálii jako výrobce munice, kde mohl ukázat svůj velký smysl pro plánování a organizaci.
Orry byl v roce 1701 vyslán do Španělska králem Ludvíkem XIV. Tam se Orry připojil k samozvané princesse des Ursins jako de facto vládkyni Španělska. Ke konci svého působení zde, na základě královského dekretu, který Orry vypracoval 23. prosince 1713, byly tradiční místní vlády (kortesy) centralizovány vytvořením dvaceti jedna provincií. Tyto Consejos Territoriales byly nahrazeny intendantem, který byl přímo odpovědný Orrymu. Některé místní rady, například Rada Kastilie, si však udržely vliv prostřednictvím méně přímých kanálů.
Po návratu do Francie byl dekorován Řádem svatého Michala a jmenován doživotním předsedou parlementu v Métách.